# Аллуш, Сулиман
Сулиман Аллуш (нидерл. Soulyman Allouch; родился 26 января 2002 года, Амстердам, Нидерланды) — нидерландский футболист, нападающий азербайджанского клуба «Сабаил».

## Клубная карьера
Аллуш — воспитанник столичного «Аякса» и АЗ.

## Международная карьера
В 2019 году в составе юношеской сборной Нидерландов Аллуш выиграл юношеский чемпионат Европы в Ирландии. На турнире он сыграл в матчах против команд Бельгии, Италии, Швеции, Англии и Франции. В поединке против бельгийцев Сулиман отметился забитым мячом.

## Достижения
Нидерланды (до 17)
- Юношеский чемпионат Европы — 2019